# Neomorphus
Neomorphus ist eine Gattung der Unterfamilie der Erdkuckucke in der Familie der Kuckucke.

## Verbreitung und Merkmale
Vertreter der Gattung Neomorphus leben in der Neotropis in Tropischen Regenwäldern. Die Kuckucke haben eine auffallend große Haube, lange Beine sowie lange Steuerfedern. Bei der Nahrungssuche folgen sie Ameisenschwärmen und fressen die von den Ameisen aufgeschreckten Beutetiere. Alle Arten sind keine Brutparasiten.

## Systematik
Die Gattung umfasst fünf Arten. Schwestertaxon ist die Gattung Geococcyx. Der Schuppengrundkuckuck wird von manchen Autoren als Unterart des Tajazuikuckucks (Neomorphus geoffroyi squamiger) eingeordnet. Die deutschen Namen folgen Avibase.
- Geoffroygrundkuckuck (Neomorphus geoffroyi)
- Rotschnabel-Grundkuckuck (Neomorphus pucheranii)
- Bindengrundkuckuck (Neomorphus radiolosus)
- Rotschwingen-Grundkuckuck (Neomorphus rufipennis)
- Schuppengrundkuckuck (Neomorphus squamiger)